# Lijst van voetbalinterlands Duitse Democratische Republiek - Mexico
Deze lijst van voetbalinterlands is een overzicht van alle officiële voetbalwedstrijden tussen de nationale teams van de Duitse Democratische Republiek en Mexico. De landen speelden vier keer tegen elkaar. De eerste ontmoeting, een vriendschappelijke wedstrijd, werd gespeeld in Guadalajara op 18 augustus 1971. Het laatste duel, eveneens een vriendschappelijke wedstrijd, vond plaats op 15 februari 1986 in San José del Cabo.

## Wedstrijden
| № | Plaats            | Datum             | Competitie        | Wedstrijd                               | Uitslag |
| - | ----------------- | ----------------- | ----------------- | --------------------------------------- | ------- |
| 1 | Guadalajara       | 18 augustus 1971  | Vriendschappelijk | Mexico – Duitse Democratische Republiek | 0 – 1   |
| 2 | Leipzig           | 18 september 1971 | Vriendschappelijk | Duitse Democratische Republiek – Mexico | 1 – 1   |
| 3 | Oost-Berlijn      | 11 augustus 1984  | Vriendschappelijk | Duitse Democratische Republiek – Mexico | 1 – 1   |
| 4 | San José del Cabo | 15 februari 1986  | Vriendschappelijk | Mexico – Duitse Democratische Republiek | 1 – 2   |

## Samenvatting
| Competitie        | Totaal gespeeld | Winst DDR | Gelijk | Winst Mexico | Doelsaldo DDR – Mexico |
| ----------------- | --------------- | --------- | ------ | ------------ | ---------------------- |
| Vriendschappelijk | 4               | 2         | 2      | 0            | 5 − 3                  |
| Totaal            | 4               | 2         | 2      | 0            | 5 − 3                  |

Wedstrijden bepaald door strafschoppen worden, in lijn met de FIFA, als een gelijkspel gerekend.

## Details

### Eerste ontmoeting
| Vriendschappelijk (Guadalajara, Mexico, 18 augustus 1971): |              | |
| Mexico | 0 – 1        | Duitse Democratische Republiek |
| | goals        | 77' Jürgen Sparwasser |
| Javier de la Torre | bondscoach   | Georg Buschner |
| Juan Alvarado 63' Aurelio Hernández Juan Manuel Medina Antonio Munguía Pedro Damián 52' José Alfredo Jimenez 46' Mario Velarde Daniel Montes Eduardo Ramos Manuel Chavarria Héctor Brambila | opstellingen | Jürgen Croy Bernd Bransch Gerd Kische Michael Strempel Lothar Kurbjuweit Konrad Weise Helmut Stein 64' Hans-Jürgen Kreische Jürgen Sparwasser Peter Ducke 54' Frank Richter |
| Horacio López 46' Luis Montoya 52' Javier Valdivia 63' | wissels      | 54' Eberhard Vogel 64' Henning Frenzel |
| - Debuut van Gerd Kische (FC Hansa Rostock) voor de DDR. |              | |

### Tweede ontmoeting
| Vriendschappelijk (Leipzig, Duitse Democratische Republiek, 18 september 1971):                                                                                                   |              | |
| Duitse Democratische Republiek | 1 – 1        | Mexico |
| Wolfram Löwe 85' | goals        | 51' Enrique Borja |
| Georg Buschner | bondscoach   | Javier de la Torre |
| Jürgen Croy Bernd Bransch Gerd Kische 53' Michael Strempel Lothar Kurbjuweit Konrad Weise Henning Frenzel 55' Hans-Jürgen Kreische 56' Joachim Streich Peter Ducke Eberhard Vogel | opstellingen | Mario Velarde Luis Estrada Mario Perez Guadarrama Enrique Borja Francisco Montes Genaro Bermudez Guillermo Hernández Gustavo Pena Roberto Rodriguez Ignacio Francisco Horacio Lopez |
| Harald Irmscher 53' Reinhard Hafner 55' Wolfram Löwe 56' | wissels      | |
| - Debuut van Reinhard Hafner (Dynamo Dresden) voor de DDR. |              | |

### Derde ontmoeting
| Vriendschappelijk (Oost-Berlijn, Duitse Democratische Republiek, 11 augustus 1984): |       |                       |
| Duitse Democratische Republiek                                                      | 1 – 1 | Mexico                |
| Christian Backs 2'                                                                  | goals | 21' Fernando Quirarte |

### Vierde ontmoeting
| Vriendschappelijk (San Jose, Verenigde Staten, 14 februari 1986): |       |                                          |
| Mexico                                                            | 1 – 2 | Duitse Democratische Republiek           |
| Luis Flores 38'                                                   | goals | 26' (pen.) Uwe Zötzsche 83' Uwe Zötzsche |

DFV · Kwalificatiewedstrijden · A-internationals · Bondscoaches · Statistieken · DDR vrouwenelftal · DDR U21 · DDR U20 ·  DDR U18 · DDR U16
1952 – 1959 · 
1960 – 1969 · 
1970 – 1979 · 
1980 – 1990
WK 1974
OS 1964 · 
OS 1972 · 
OS 1976 · 
OS 1980
1952 · 
1953 · 
1954 · 
1955 · 
1956 · 
1957 · 
1958 · 
1959 ·
1960 · 
1961 · 
1962 · 
1963 · 
1964 · 
1965 · 
1966 · 
1967 · 
1968 · 
1969 ·
1970 · 
1971 · 
1972 · 
1973 · 
1974 · 
1975 · 
1976 · 
1977 · 
1978 · 
1979 ·
1980 · 
1981 · 
1982 · 
1983 · 
1984 · 
1985 · 
1986 · 
1987 · 
1988 · 
1989 · 
1990
Albanië ·
Algerije ·
Argentinië ·
Australië ·
België ·
Bolivia ·
Brazilië ·
Bulgarije ·
Canada ·
Chili ·
Colombia ·
Cuba ·
Denemarken ·
Duitsland ·
Ecuador ·
Egypte ·
Engeland ·
Finland ·
Frankrijk ·
Ghana ·
Griekenland ·
Guinee ·
Hongarije ·
IJsland ·
Indonesië ·
Irak ·
Italië ·
Joegoslavië ·
Koeweit ·
Luxemburg ·
Mali ·
Malta ·
Marokko ·
Mexico ·
Myanmar ·
Nederland ·
Noorwegen ·
Oostenrijk ·
Polen ·
Portugal ·
Roemenië ·
Schotland ·
Sovjet-Unie ·
Spanje ·
Sri Lanka ·
Tsjecho-Slowakije ·
Tunesië ·
Turkije ·
Uruguay ·
Verenigde Staten ·
Wales ·
Zweden ·
Zwitserland
FMF · A-internationals · Selecties · Bondscoaches · Statistieken · Mexicaans vrouwenelftal · Olympisch elftal · Mexico U21 · Mexico U20 · Mexico U19 · Mexico U18 · Mexico U17
1920 – 1949 ·
1950 – 1969 ·
1970 – 1979 ·
1980 – 1989 ·
1990 – 1999 ·
2000 – 2009 ·
2010 – 2019 ·
2020 – 2029
Copa América 1993 ·
Copa América 1995 ·
Copa América 1997 ·
Copa América 1999 ·
Copa América 2001 ·
Copa América 2004 ·
Copa América 2007 ·
Copa América 2011 ·
Copa América 2015 · 
Copa América 2016
WK 1930 ·
WK 1950 ·
WK 1954 ·
WK 1958 ·
WK 1962 ·
WK 1966 ·
WK 1970 ·
WK 1978 ·
WK 1986 ·
WK 1994 ·
WK 1998 ·
WK 2002 ·
WK 2006 ·
WK 2010 ·
WK 2014 · 
WK 2018
OS 1928 ·
OS 1948 ·
OS 1964 ·
OS 1968 ·
OS 1972 ·
OS 1976 ·
OS 1992 ·
OS 1996 ·
OS 2004 ·
OS 2012 ·
OS 2016 ·
OS 2020
1923 ·
1924–1927 ·
1928 ·
1929 ·
1930 ·
1931–1933 ·
1934 ·
1935 ·
1936 ·
1937 ·
1938 ·
1939–1946 ·
1947 ·
1948 ·
1949 ·
1950 ·
1951 ·
1952 ·
1953 ·
1954 ·
1955 ·
1956 ·
1957 ·
1958 ·
1959 ·
1960 ·
1961 ·
1962 ·
1963 ·
1964 ·
1965 ·
1966 ·
1967 ·
1968 ·
1969 ·
1970 · 
1971 · 
1972 · 
1973 · 
1974 · 
1975 · 
1976 · 
1977 · 
1978 · 
1979 · 
1980 · 
1981 · 
1982 · 
1983 · 
1984 · 
1985 · 
1986 · 
1987 · 
1988 · 
1989 · 
1990 · 
1991 · 
1992 · 
1993 · 
1994 · 
1995 · 
1996 · 
1997 · 
1998 · 
1999 · 
2000 · 
2001 · 
2002 · 
2003 · 
2004 · 
2005 · 
2006 · 
2007 · 
2008 · 
2009 · 
2010 · 
2011 · 
2012 · 
2013 · 
2014 · 
2015 · 
2016 ·
2017 ·
2018 ·
2019 ·
2020 ·
2021 ·
2022 ·
2023
Albanië ·
Algerije ·
Angola ·
Argentinië ·
Australië ·
België ·
Belize ·
Bermuda ·
Bolivia ·
Bosnië en Herzegovina ·
Brazilië ·
Bulgarije ·
Canada ·
Chili ·
China ·
Colombia ·
Congo-Kinshasa ·
Costa Rica ·
Cuba ·
Curaçao ·
DDR ·
Denemarken ·
Dominica ·
Duitsland ·
Ecuador ·
Egypte ·
El Salvador ·
Engeland ·
Estland ·
Fiji ·
Finland ·
Frankrijk ·
Gambia ·
Ghana ·
Griekenland ·
Guatemala ·
Guyana ·
Haïti ·
Honduras ·
Hongarije ·
Ierland ·
IJsland ·
Irak ·
Iran ·
Israël ·
Italië ·
Ivoorkust ·
Jamaica ·
Japan ·
Joegoslavië ·
Kameroen ·
Kroatië ·
Liberia ·
Luxemburg ·
Marokko ·
Martinique ·
Nederland ·
Nederlandse Antillen ·
Nicaragua ·
Nieuw-Zeeland ·
Nigeria ·
Noord-Ierland ·
Noord-Korea ·
Noorwegen ·
Oekraïne ·
Oezbekistan ·
Panama ·
Paraguay ·
Peru ·
Polen ·
Portugal ·
Qatar ·
Roemenië ·
Rusland ·
Saint Kitts en Nevis ·
Saint Vincent en de Grenadines ·
Saoedi-Arabië ·
Schotland ·
Senegal ·
Servië ·
Slovenië ·
Slowakije ·
Sovjet-Unie ·
Spanje ·
Suriname ·
Trinidad en Tobago ·
Tsjechië ·
Tsjecho-Slowakije ·
Tunesië ·
Uruguay ·
Venezuela ·
Verenigde Staten ·
Wales ·
Wit-Rusland ·
Zuid-Afrika ·
Zuid-Korea ·
Zweden ·
Zwitserland
Angola (2006) ·
Argentinië (2006) ·
Brazilië (1999) ·
Brazilië (2014) ·
Brazilië (2018) ·
Duitsland (2018) ·
Frankrijk (2010) ·
Iran (2006) ·
Kameroen (2014) ·
Kroatië (2014) ·
Nederland (2014) ·
Portugal (2006) ·
Uruguay (2010) ·
Zuid-Afrika (2010) ·
Zuid-Korea (2018) ·
Zweden (2018)